# Tombeau de Paul Dukas
Le Tombeau de Paul Dukas est un ouvrage collectif de neuf pièces pour piano, en hommage à Paul Dukas, de Florent Schmitt, Guy Ropartz, Manuel de Falla, Gabriel Pierné, Joaquín Rodrigo, Julien Krein, Olivier Messiaen, Tony Aubin et Elsa Barraine, publié en 1936 dans La Revue musicale.

## Contexte
Le Tombeau de Paul Dukas s'inscrit dans la lignée du renouveau du genre du Tombeau en France au début du XXe siècle et représente un hommage collectif à Paul Dukas, qui venait de mourir en 1935. La Revue musicale est l'instigatrice de l’ouvrage, comme elle l'avait été pour le Tombeau de Claude Debussy publié en décembre 1920.
La critique musicale du Le Temps salue ce « funèbre hommage » : « On sent dans toutes ces compositions sourdre une émotion voilée de larmes. Tous ces artistes ne désirent pas seulement témoigner leur reconnaissance envers un grand musicien qu'ils admirent de tout cœur, mais se laissent aller à pleurer une nature d'élite dont ils connaissaient bien l'exquise bonté et la force d'âme exceptionnelle ».

## Contenu
Le Tombeau de Paul Dukas est composé des pièces suivantes :
1. Tony Aubin, Le Sommeil d'Ishender… « Il sentit l'ombre l'entourer » (d'après La Péri) ;
2. Elsa Barraine, Hommage à Paul Dukas ;
3. Manuel de Falla, Pour le Tombeau de Paul Dukas ;
4. Julian Krein, Pièce à la Mémoire de Paul Dukas ;
5. Olivier Messiaen, Pièce pour le Tombeau de Paul Dukas ;
6. Gabriel Pierné, Prélude sur le nom de Paul Dukas ;
7. Joaquín Rodrigo, Hommage à Paul Dukas ;
8. Guy Ropartz, À la mémoire de Paul Dukas ;
9. Florent Schmitt, Stèle pour le Tombeau de Paul Dukas.

## Analyse

### De Falla
La pièce Pour le Tombeau de Paul Dukas que Manuel de Falla compose en décembre 1935 « brise le long silence qui entoure, dans sa retraite solitaire, la pénible gestation de son Atlantide. Mais pouvait-il s'abstenir en la circonstance, lui à qui Dukas prodigua tant d'amitié, de conseils, de leçons, pour ne rien dire de l'exemplaire rigueur dont il lui fut le modèle ? »
En quarante-deux mesures (en fa mineur, Andante molto sostenuto), Falla rend hommage à « la monumentale Sonate de Dukas, dont il finit par citer un thème, celui de la fugue du troisième mouvement ».
Orchestrée, cette pièce devient le troisième des Hommages de Falla. Cependant, Guy Sacre considère que « c'est au piano qu'il faut l'entendre, dénuée d'emphase testamentaire, dans l'atmosphère raréfiée du Lento du Concerto pour clavecin ».

### Messiaen
L'hommage d'Olivier Messiaen, « Très lent et solennel, étale sur deux pages, en treize mesures anomales de différentes longueurs (non chiffrées), des accords puissants et cuivrés, de  à , dans le mouvement descendant de déploration, et ponctués, à chaque fin de phrase, par le coup de gong d'un si dans l'extrême grave ».

### Pierné
Cet hommage de Gabriel Pierné, daté du 2 août 1935 — « deux pages émues en mi mineur (Assez lent) » — devient la première des Six pièces, publiées aux éditions Lemoine en 1938.

### Rodrigo
Selon Guy Sacre, « des neuf morceaux constituant ce Tombeau, voilà sans conteste le plus émouvant, le plus pathétique, écrit dans la tonalité funèbre de la bémol mineur (Andante sostenuto) ». La pièce est publiée aux éditions Eschig en 1966 sous le titre Sonada de adios.

### Ropartz
À la mémoire de Paul Dukas, d'un mouvement Grave en mi mineur à 
 en « trois pages sobres, un peu énigmatiques » présente « les notes issues du nom de Dukas, et les entremêle à des motifs de Dukas lui-même, par exemple le thème de L'Apprenti sorcier ».
Pour Guy Sacre, « rien n'est plus mélancolique, en vérité, que cette offrande d'un septuagénaire à la mémoire d'un homme dont lui-même était l'aîné de quinze mois, et à qui il devait survivre vingt ans ».

### Schmitt
Florent Schmitt, qui a succédé à Paul Dukas en janvier 1936, à l’Institut des Beaux-Arts, ouvre le recueil avec une pièce intitulée Stèle pour le Tombeau de Paul Dukas, en ut dièse  mineur (Lent), datée d'avril 1936 à Saint-Cloud : « Stèle, on ne saurait mieux décrire tout ce début funèbre, gravé dans la pierre tombale, lents accords en procession pétrifiée au-dessus d'une pédale intérieure ». La pièce, d'« une facture parfaite », dégage « une émotion poignante ».
Cette Stèle devient le no 1 de Chaîne brisée op. 87, révisée et orchestrée par la suite, publiée par les éditions Durand en 1937. Henri de Curzon estime que « la mélancolie recueillie se fait vite somptueuse et triomphale en un épanouissement de toutes les sonorités de l'orchestre ».

### Ouvrages généraux
- Guy Sacre, La musique pour piano : dictionnaire des compositeurs et des œuvres, vol. I (A-I), Paris, Robert Laffont, coll. « Bouquins », 1998, 1495 p. (ISBN 978-2-221-05017-0).
- Guy Sacre, La musique pour piano : dictionnaire des compositeurs et des œuvres, vol. II (J-Z), Paris, Robert Laffont, coll. « Bouquins », 1998, 2998 p. (ISBN 978-2-221-08566-0).

### Monographies
- Mathieu Ferey et Benoît Menut, Joseph-Guy Ropartz : Le pays inaccessible, Genève, Éditions Papillon, coll. « Mélophiles » (no 18), 2005, 167 p. (ISBN 978-2940310258).
- Catherine Lorent, Florent Schmitt, Paris, Bleu nuit éditeur, coll. « Horizons » (no 27), 2012, 176 p. (ISBN 978-2-35884-016-3, BNF 42581018)
- Bénédicte Palaux-Simonnet, Paul Dukas : le musicien-sorcier, Genève, Éditions Papillon, coll. « Mélophiles » (no 2), 2001, 152 p. (ISBN 2-940310-01-7).

### Articles
- Anonyme (intérim), « La Musique. In memoriam Paul Dukas », Le Temps,‎ 15 août 1936 (lire en ligne).
- Henri de Curzon, « Les grands concerts », Le Ménestrel,‎ 23 décembre 1938 (lire en ligne).